# Anchiano

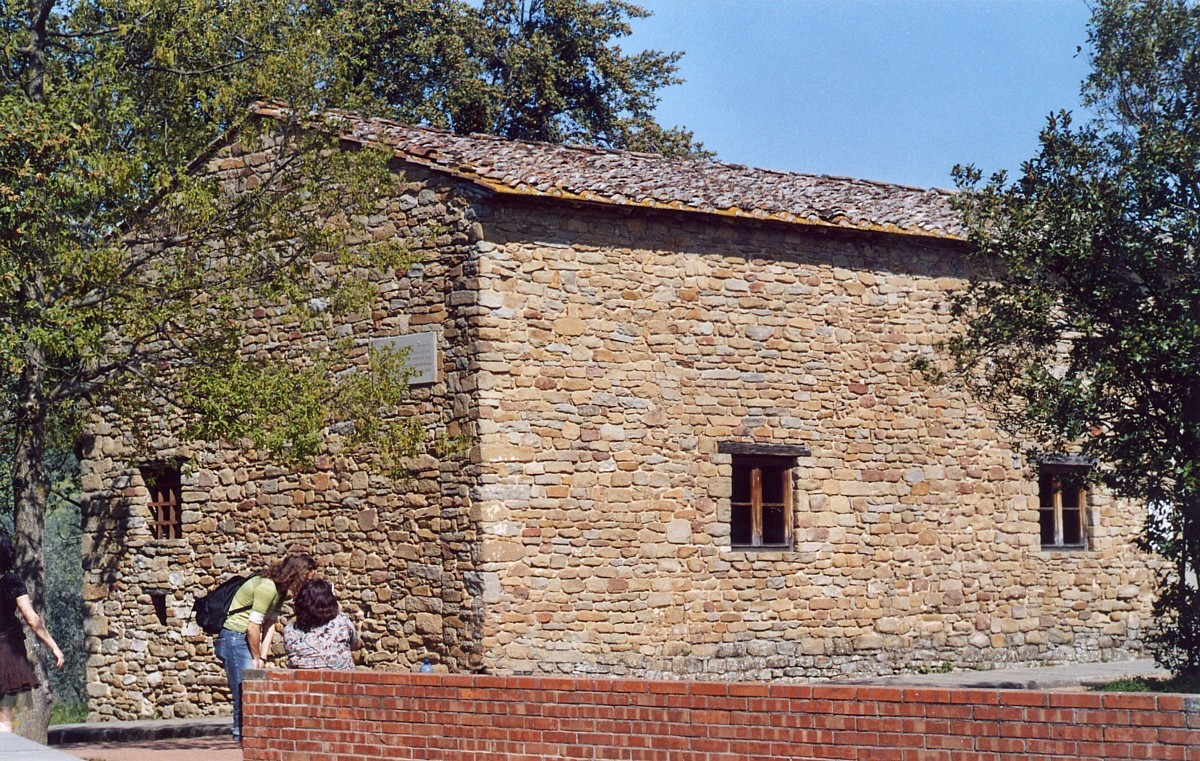
Nơi sinh của Leonardo da Vinci thuộc thị trấn Anchiano

Anchiano là một ngôi làng thuộc thị trấn Vinci, Toscana, Ý. Ngôi làng được biết đến với biệt thự cổ Villa del Ferrale, và nhà thờ Santi Antonio e Francesco.

## Cư dân nổi tiếng

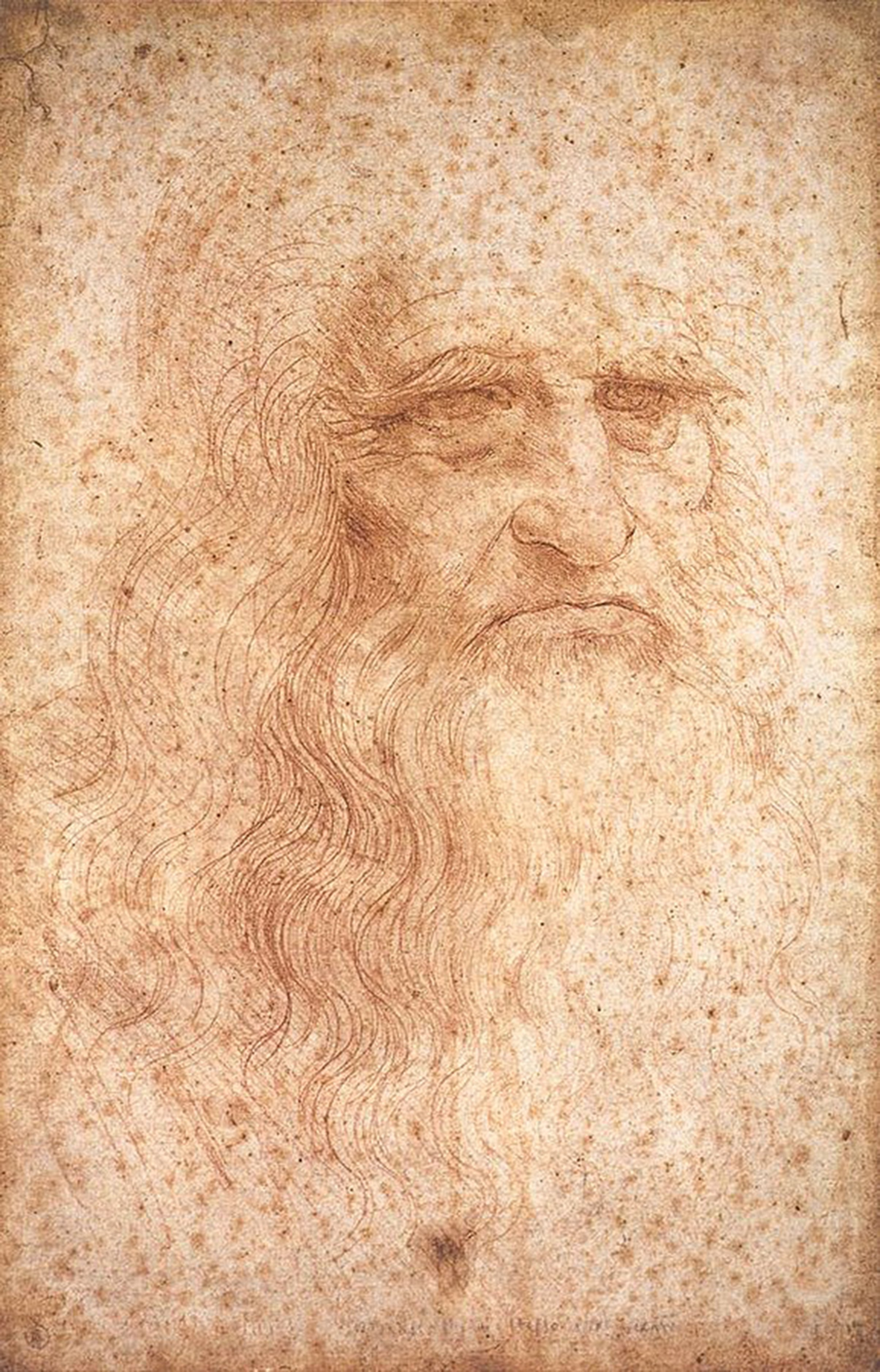
Anchiano quê hương của Leonardo da Vinci

Leonardo da Vinci được sinh ra trong một trang trại gần Anchiano vào ngày 15 tháng 4 năm 1452. Tên đầy đủ của ông là "Leonardo di ser Piero da Vinci", có nghĩa là "Leonardo, con trai của Piero, từ Vinci". Anchiano là một ngôi làng gần Vinci, trên những ngọn đồi ở đảo Toscana thuộc thành phố thủ đô Florence. Ngôi nhà nơi Leonardo da Vinci được sinh ra nằm giữa Anchiano và Faltognano, cách Vinci khoảng 3 km. Ông là một họa sĩ, nhà điêu khắc, kiến trúc sư, nhạc sĩ, bác sĩ, kỹ sư, nhà giải phẫu, nhà sáng tạo và triết học tự nhiên nổi tiếng.